# Гіллсгроув Тауншип (округ Салліван, Пенсільванія)
Гіллсгроув Тауншип (англ. Hillsgrove Township) — селище (англ. township) в США, в окрузі Саллікан штату Пенсільванія. Населення — 227 осіб (2020).

## Демографія
Згідно з переписом 2010 року, у селищі мешкало 287 осіб у 129 домогосподарствах у складі 78 родин. Було 333 помешкання
Расовий склад населення:
| - 99,3 % — білих - 0,3 % — корінних американців |

До двох чи більше рас належало 0,3 %. Частка іспаномовних становила 0,0 % від усіх жителів.
За віковим діапазоном населення розподілялося таким чином: 18,1 % — особи молодші 18 років, 57,2 % — особи у віці 18—64 років, 24,7 % — особи у віці 65 років та старші. Медіана віку мешканця становила 48,6 року. На 100 осіб жіночої статі у селищі припадало 97,9 чоловіків;  на 100 жінок у віці від 18 років та старших — 97,5 чоловіків також старших 18 років.
Середній дохід на одне домашнє господарство  становив 56 191 долар США (медіана — 52 708), а середній дохід на одну сім'ю — 69 477 доларів (медіана — 60 500). За межею бідності перебувало 10,7 % осіб, у тому числі 0,0 % дітей у віці до 18 років та 6,8 % осіб у віці 65 років та старших.
Цивільне працевлаштоване населення становило 104 особи. Основні галузі зайнятості: освіта, охорона здоров'я та соціальна допомога — 17,3 %, роздрібна торгівля — 14,4 %, транспорт — 10,6 %, виробництво — 10,6 %.